# Gunnar Sauer
Gunnar Sauer, född den 11 juni 1964 i Cuxhaven, Tyskland, är en västtysk fotbollsspelare som tog OS-brons i fotbollsturneringen vid de olympiska sommarspelen 1988 i Seoul.